# Echinodia
Echinodia is een monotypisch geslacht van schimmels dat tot de familie Schizoporaceae behoort. Het bevat alleen Echinodia theobromae.